# Anytime You Need a Friend
Singles de Mariah Carey
Without You/Never Forget You
(1994) Endless Love
(1994)
Anytime You Need a Friend est une chanson de l'artiste américaine Mariah Carey. La chanson est écrite et produite par Carey et Walter Afanasieff pour son troisième album studio, Music Box (1993). Elle sort en single le 31 mai 1994 sous le label Columbia Records en tant que quatrième et dernier single de l'album. La chanson s'inspire de la musique pop, du RnB et du gospel. Alors que l'album contient des chansons pop montées pour les radios, Anytime You Need a Friend est la seule chanson gospel de Music Box. Les paroles parlent d'une personne qui dit à son copain que s'il a besoin d'un ami, elle sera là. Tout au long du pont, les critiques remarquent que les paroles s'adressent tantôt à un amoureux, tantôt à un ami.